# AGM-158 (ミサイル)
統合空対地スタンドオフミサイル（英語: Joint Air-to-Surface Standoff Missile, JASSM）は、ロッキード・マーティン社が開発した空対地ミサイル。標準型のJASSMのほか、射程を延伸したJASSM-ER、それを元にした対艦ミサイルであるLRASMが派生したほか、更に射程を延伸したJASSM-XRも開発されている。
アメリカ空軍では2009年より就役したほか、オーストラリア、フィンランド、ポーランド空軍で運用されている。また航空自衛隊での導入も決定している。

## 来歴
1980年代末より開始されたAGM-137 TSSAM（3軍共同スタンドオフ攻撃ミサイル）計画が頓挫すると共に、アメリカ陸軍は、短距離弾道ミサイルであるMGM-140 ATACMSの開発へと移行した。一方、アメリカ海軍・空軍は、乗員を危険に晒すことなく堅固に防護された目標を攻撃できる長射程の巡航ミサイルを求めており、1995年よりJASSM(ジャズム)計画を開始した。
当初は海軍と空軍がともに装備することとなっていたため、「Joint(統合)」の名称がつけられた。その後、海軍が装備計画を取りやめ空軍のみの装備となったが、名称には「Joint」の頭文字である「J」が残されている。
この計画ではロッキード・マーティン社のAGM-158A、マクドネル・ダグラス社のAGM-159Aの二案が俎上に載せられたが、1998年にロッキード・マーティン社のAGM-158Aが選ばれた。幾度かの失敗があり、開発は遅延したものの、ロッキード・マーティン社の自費による改良も行われた結果、2009年に就役した。

## 設計
AGM-158Aはテレダイン社CAE J402ターボジェットエンジンを搭載した自律飛行が可能な巡航ミサイルとなっており、ステルス性を考慮してレーダー反射断面積（RCS）の低減を図った形状となっている。翼下のハードポイントに吊り下げられたり機内の爆弾倉に収納された状態では主翼及び垂直尾翼は折り畳まれており、空中投下後に翼が展開して亜音速飛行を開始する。その射程は370 km超とされ、敵の対空兵器の射程外からのスタンドオフ攻撃を可能としている。
投下後の誘導はGPS及び慣性誘導（INS）となっている他、WDL（Weapon Data Link）による発射後の母機からのコース修正も可能となっている。また終末誘導は赤外線画像誘導（IIR）によって行われ、貫通型弾頭であるWDU-42/B（450 kg）を目標へと誘導する。
現在のところ、JASSMの運用は、B-52、B-1、B-2、F-15E、F-16、F/A-18、そしてF-35で対応可能となっている。

### 各種発展型
AGM-158B JASSM-ER (JASSM-Extended Range)
AGM-158Aの派生型として、2003年より開発が行われた。エンジンをウィリアムズ F107-WR-105ターボファンエンジンへと置き換えるとともに燃料搭載量を変更し、射程を925 km超に延長している。
JASSM-ERには、元のAGM-158 JASSMと70％のハードウェアの共通性と95％のソフトウェアの共通性があり、2017年以降、JASSMの生産はJASSM-ERに替わられて行われている。
AGM-158C LRASM
上記のJASSM-ERを元にした対艦ミサイルで、シーカー、ターゲティング、データリンク及び誘導能力を向上させたものとなっている他、艦艇のMk 41垂直発射システムからの発射も可能となっている。

AGM-158D JASSM-XR (JASSM-Extra Extended Range)
JASSM-ERの更なる射程延伸を目指し2016年より開発中で、総重量は2,300 kg（約5,000lb）となり弾頭重量910 kg（2,000lb）の爆弾を搭載。射程を1,900 km（1,000 nmi; 1,200 mi）まで延伸させる他、翼形状および各種のアップデートを予定している。
2021年に低率初期生産開始の予定。

## 日本での導入について
2017年に編成された平成30年度防衛予算においてスタンド・オフ・ミサイルの導入が着手されたが、その一環として、F-15Jなど航空自衛隊の戦闘機にJASSMやLRASMを搭載することを想定した適合性調査が盛り込まれた。
2018年12月18日、閣議決定された中期防衛力整備計画（31中期防）において、JASSMおよびLRASMの整備を進めることが明記された。なおここで導入される「JASSM」はJASSM-ERであり、運用はF-15J戦闘機を改造して行うとの発言が小野寺五典防衛大臣の記者会見で明らかにされた。
2021年4月7日、JASSMとLRASMを搭載するためのF-15J J-MSIP機の再近代化改修費用をめぐり日米間の協議が難航したため、防衛省がJASSM-ERとLRASM導入計画の全面的な見直しを決めたと朝日新聞が報じた。2021年12月、F-15Jの改修費用が当初予定の3,240億円からその1.7倍にあたる5,520億円まで膨らんだことを受けて計画が見直されていた件に関して、JASSM-ERのみ導入しLRASMを見送ることで3,970億円まで低減できたことから、令和4年度（2022年度）予算に改修費を計上することになった。LRASMが担う予定であった対艦攻撃任務については空発型の12式地対艦誘導弾能力向上型で代替する予定である。
2023年8月29日、JASSM-ERの日本への売却を承認したことをアメリカ合衆国国務省が発表した。売却額は最大で1億400万ドルとなる見通し。